# باشگاه فوتبال آ. ا. ک آتن
باشگاه فوتبال آ.ا. ک آتن (به یونانی: Π. Α. Ε. AEK – Αθλητική Ένωσις Κωνσταντινουπόλεως) یک باشگاه فوتبال در شهر آتن در یونان است که در سوپر لیگ فوتبال یونان بازی می‌کند.

## بازیکنان ایرانی
بازیکنان ایرانی احسان حاج‌صفی، کریم انصاری‌فرد، میلاد محمدی و مسعود شجاعی در این تیم سابقه عضویت دارند.

## تاریخ بنیان‌ گذاری
این باشگاه در تاریخ ۱۳ آوریل ۱۹۲۴ تأسیس شده‌است.